# Luboměř
Luboměř (deutsch Laudmer) ist eine Gemeinde im Okres Nový Jičín in der Region Moravskoslezský kraj in Tschechien.

## Lage
Luboměř liegt rund 23 Kilometer südöstlich der Stadt Moravský Beroun und rund 17 Kilometer südöstlich der Militärsiedlung Město Libavá.

## Geschichte
Der Ort Luboměř wurde 1394 erstmals urkundlich erwähnt. Er war seit der ersten Hälfte des 14. Jahrhunderts bis 1611 ein Teil der benachbarten Herrschaft Potštát. 1611 verkaufte Bernard Podstadtsky von Prussinowitz auf Potštát neben Spálov und Barnov auch das Dorf Luboměř an Christina von Rogendorf und Mollenburg († 1621), die zu Zeiten der Schlacht am Weißen Berg für die ständische Seite Partei ergriff.
Heltínov/Scherzdorf wurde als Ansiedlung von Karl Ferdinand von Scherz 1719 gegründet.
Im Jahre 1835 besaß der Ortsteil Luboměř 93 Häuser mit 635 Einwohnern; der Ortsteil Heltínov hatte damals 22 Häuser mit 197 Einwohnern.
Nach dem Münchner Abkommen wurde der Ort dem Deutschen Reich zugeschlagen und gehörte bis 1945 zum Landkreis Neu Titschein.

## Ortsgliederung
Zur Gemeinde Luboměř gehören die Ortsteile Luboměř (Laudmer) und Heltínov (Scherzdorf).